# 愛德華·弗朗
愛德華·華特·弗朗（英語：Edward Walter Furlong，1977年8月2日—）是一名美國演員與音樂家。費朗是童星出身，在《终结者2：审判日》（1991年）中飾演幼年約翰·康納展現精湛演技，讓他獲得了土星獎與MTV電影大獎。翌年，與傑夫·布里吉聯袂主演《城市風雲》，讓費朗獲得獨立精神獎提名，並憑《禁入墳場2》抱回第二座土星獎。費朗在1993年與凱西·貝茲共同演出《妈妈的天空》，並藉此獲得青年艺术家奖，並與同片演員共同獲得提名。
費朗1998年與姬絲汀娜·莉芝共同主演的電影《貝克》，以及跟爱德华·诺顿共同演出的《野獸良民》，讓他廣受好評。費朗早年其他的代表作品包含《殺手怨曲》（1994年）、《六度戰慄》（1994年）、《草竖琴》（1995年），以及與梅麗·史翠普、連恩·尼遜共同演出的《兇殺後》（1996年）。費朗在全球環球影城公園遊樂設施《T2 3-D: Battle Across Time》延續了約翰·康納的角色。費朗也曾短暫當過歌手，並於1991年發行了只在日本販售的音樂專輯《Hold on Tight》。
費朗後期的代表作品，包含喜劇電影《搖滾新世代》（1999年）與犯罪電影《叛獄風雲》（2000年）。但隨後因為多件逮捕與訴訟案件，以及慢性藥品濫用與酒精中毒等爭議，費朗的演藝生涯逐漸中斷。費隆之後領銜主演录影带首映的電影《龍族戰神：死神制裁》（2005年），並在《青蜂俠》中飾演配角。

## 履歷
出生在美國加利福尼亞州帕薩迪納，在兒時極少與父親見面，母親是青年中心的職員，後來愛德華·弗朗的母親與摩諾斯・托雷斯再婚生下了弟弟(波比・托雷斯)，愛德華·弗朗不滿自己的母親與別的男人再婚又生了個同母異父的弟弟。決定與叔母和叔父一起居住......有一天他打籃球時被星探發掘，飾演魔鬼終結者2的角色約翰·康納，他在飾演約翰·康納魔鬼終結者2前從來沒有演出經驗。

## 私人生活
愛德華·弗朗與共演電影《占美與茱迪》中認識的女演員2006年4月和瑞秋·薇拉結婚，同年生下兒子。2009年7月6日在洛杉磯地區法院申請離婚，並雙方願意離婚。因為愛德華·弗朗向瑞秋·薇拉聲稱會自殺，愛德華·弗朗又拒絕接受任何藥物測試，他經常開車到瑞秋·薇拉的家恐嚇她又説會請人用金屬鏈和棒球棍打她，在2011年1月愛德華·弗朗和法官説完全不會負擔支付兒子的撫養費。

## 逮捕
因2001年被逮捕所以不能演出2003年的。

## 吸毒和酗酒
- 2001年4月24日，他被懷疑服食過量海洛英昏迷被送住院
- 2001年9月25日，他在同年，涉及無牌駕駛和酒後駕駛被逮捕後。在戒毒所接受治療康復了。
- 2004年9月，在佛羅理逹州的商店裏因醉酒生事和別人打架，愛德華·弗朗被逮捕後數小時因罪名輕而可以保釋。
- 2006年12月，他在時人雜誌中説出他每天要抽2-3包香煙。同時，他也承認從22歲到26都沉迷可卡因和海洛英。

## 電影作品
| 年份   | 片名                     | 角色                          | 备注                                            |
| 1991年 | 《未來戰士續集》         | 約翰·康納                     | 土星獎:最佳少年演員表演獎 MTV電影獎最佳突破表演 |
| 1992年 | 《禁入墳場2》            | 傑夫·馬修斯                   |                                                 |
| 1992年 | 《城市風雲》             | 尼克·凱爾森                   | 提名 - 最佳男子精神獎                           |
| 1993年 | 《我們自己的家》         | 謝恩．雷斯                    | 提名 - 傑出青年獎                               |
| 1994年 | 《六度戰慄》             | 邁克爾·布勞爾                 |                                                 |
| 1994年 | 《Little Odessa》        | Reuben Shapira                |                                                 |
| 1995年 | 《草豎琴》               | 科林芬．威克                  |                                                 |
| 1996年 | 《T2 3-D:跨越時空之戰》  | 約翰·康納                     |                                                 |
| 1996年 | 《兇殺後》               | 雅各瑞恩                      |                                                 |
| 1998年 | 《啄木鳥》               | 啄木鳥                        |                                                 |
| 1999年 | 《美國X檔案》            | 丹尼                          |                                                 |
| 1999年 | 《底特律搖滾城》         | 鷹                            |                                                 |
| 2000年 | 《叛獄風雲》             | 羅恩·德克爾                   |                                                 |
| 2001年 | 《騎士的任務》           | 西蒙·迪克拉倫登               |                                                 |
| 2003年 | 《3隻瞎老鼠》            | 湯馬士·可羅斯                 |                                                 |
| 2005年 | 《地下威尼斯》           | 加里                          |                                                 |
| 2005年 | 《intermedio》           | 馬利克                        |                                                 |
| 2005年 | 《好人》                 | 泰伊                          |                                                 |
| 2005年 | 《烏鴉：邪惡祈禱》       | 烏鴉                          |                                                 |
| 2006年 | 《殘酷的世界》           | 菲利普·馬卡姆                 |                                                 |
| 2006年 | 《占美與茱迪》           | 占美·萊特                     | 中認識瑞秋·薇拉                                 |
| 2006年 | 《The Visitation》       | 布蘭頓· 尼科爾斯              |                                                 |
| 2006年 | 《兵馬俑勇士》           | 克里斯                        |                                                 |
| 2006年 | 《獵犬》                 | 大衛· 古德曼                  |                                                 |
| 2007年 | 《客廳及死亡》           | 山姆                          |                                                 |
| 2008年 | 《黑暗的捲軸》           | 亞當·華爾茲                   |                                                 |
| 2009年 | 《斯多葛》               | 哈利·卡達斯                   |                                                 |
| 2009年 | 《惡魔之夜》             | 哥林·利維                     |                                                 |
| 2009年 | 《達爾富爾地區》         | 阿德里安·阿徹                 |                                                 |
| 2010年 | 《Kingshighway》         | 迪諾·斯可菲諾                 |                                                 |
| 2010年 | 《渴望》                 | 拉維                          |                                                 |
| 2010年 | 《這不是電影》           | 皮特·尼爾森                   |                                                 |
| 2010年 | 《零下》                 | 傑克/弗蘭克                   |                                                 |
| 2010年 | 《殯儀業》               | 彼得·羅夫斯基                 |                                                 |
| 2011年 | 《青蜂俠》               | Tupper                        |                                                 |
| 2011年 | 《龍舌蘭》               | 史密斯                        |                                                 |
| 2011年 | 《愛錢》                 | 湯米                          |                                                 |
| 2011年 | 《約束》                 | 泰迪                          |                                                 |
| 2011年 | 《證人不安全》           | 約翰尼                        |                                                 |
| 2012年 | 《The Zombie King》      | Samuel Peters/The Zombie King |                                                 |
| 2019年 | 《魔鬼終結者：黑暗宿命》 | 約翰·康納                     |                                                 |

## 資料來源
1. 1 2 3  Flint Marx, Rebecca. Edward Furlong: Biography （页面存档备份，存于）. Allmovie. Retrieved August 28, 2013.
2. ↑  Grossberg, Josh. Timeline of a Trainwreck: The Edward Furlong Edition. E!. January 13, 2011. Retrieved August 27, 2013.

## 外部連結
- 愛德華·弗朗在互联网电影资料库（IMDb）上的資料（英文）